# Mezőkövesdi SE
Mezőkövesd Zsóry Futball Club är en fotbollsklubb från Mezőkövesd i Ungern. Klubben grundades 1975 och spelar sina hemmamatcher på Városi stadion som har en publikkapacitet på 5 000 åskådare.

## Meriter
- Ungerska cupen (0): 
Finalist: 2019/20.[1]

## Placering tidigare säsonger
| Säsong  | Nivå | Liga                 | Placering | Referens | Notering                             |
| ------- | ---- | -------------------- | --------- | -------- | ------------------------------------ |
| 2009/10 | 2    | Nemzeti Bajnokság II | 5         | [ 2 ]    |                                      |
| 2010/11 | 2    | Nemzeti Bajnokság II | 2         | [ 3 ]    |                                      |
| 2011/12 | 2    | Nemzeti Bajnokság II | 6         | [ 4 ]    |                                      |
| 2012/13 | 2    | Nemzeti Bajnokság II | 1         | [ 5 ]    | Uppflyttad till Nemzeti Bajnokság I  |
| 2013/14 | 1    | Nemzeti Bajnokság I  | 15        | [ 6 ]    | Nedflyttad till Nemzeti Bajnokság II |
| 2014/15 | 2    | Nemzeti Bajnokság II | 4         | [ 7 ]    |                                      |
| 2015/16 | 2    | Nemzeti Bajnokság II | 2         | [ 8 ]    | Uppflyttad till Nemzeti Bajnokság I  |
| 2016/17 | 1    | Nemzeti Bajnokság I  | 9         | [ 9 ]    |                                      |
| 2017/18 | 1    | Nemzeti Bajnokság I  | 9         | [ 10 ]   |                                      |
| 2018/19 | 1    | Nemzeti Bajnokság I  | 6         | [ 11 ]   |                                      |
| 2019/20 | 1    | Nemzeti Bajnokság I  | 4         | [ 12 ]   | 🏆 Ungerska Cupen: finalist          |
| 2020/21 | 1    | Nemzeti Bajnokság I  | 8         | [ 13 ]   |                                      |
| 2021/22 | 1    | Nemzeti Bajnokság I  | 9         | [ 14 ]   |                                      |

## Kända spelare
- Tarmo Kink, (2016 – 2017)
- Patrick Mevoungou
- Linas Pilibaitis
- Patrik Mišák
- Balogh Béla
- Devecseri Szilárd
- Farkas Balázs
- Lázár Pál
- Rajczi Péter
- Szalai Attila
- Vaskó Tamás
- Vermes Krisztián
- Cseri Tamás